# Comissió Insular d'Urbanisme
Les comissions insulars d'urbanisme són els òrgans col·legiats mitjançant els quals els consells insulars exerceixen gran part (no totes) de les seves competències en matèria d'urbanisme, en especial les referides a l'aprovació definitiva dels planejaments urbanístics municipals. En els darrers temps, han servit també com a òrgans decisoris en qüestions d'ordenació del territori o fins i tot de patrimoni històric.

## Història

### Precedents
Durant la vigència de la Llei del sòl de 1976, existia a cada província espanyola una Comissió Provincial d'Urbanisme, depenent del Ministeri d'Obres Públiques, encarregada de les funcions que recollien els articles de la dita norma.
Un cop constituït el Consell General Interinsular, el Reial decret 2245/1979, de 7 de setembre li atribuí les competències sobre urbanisme, entre d'altres, i va disposar que la Comissió Provincial passava a dependre d'aquest. El Reial decret 1267/1980, de 6 de juny, va reestructurar la comissió fent que pogués funcionar en ple o en seccions insulars, que serien per tant les antecessores de les actuals comissions insulars. Una vegada aprovat l'Estatut d'Autonomia, la Conselleria d'Obres Públiques del  Govern, per Decret 51/1983, de 21 de juliol, va modificar-ne la composició i funcionament, fent que la Comissió Provincial d'Urbanisme esdevingués un organisme de la comunitat autònoma.

### Creació i primers temps
La Llei 9/1990, de 27 de juny, d'atribució de competències als consells insulars en matèria d'urbanisme i habitabilitat, va disposar en el seu article segon que les competències de la comunitat autònoma ostentades per la Comissió Provincial d'Urbanisme serien exercides des del moment de la transferència per la corresponent comissió insular d'urbanisme de cada illa, i que cada consell insular podia determinar-ne lliurement la composició i organització. Tot això sense perjudici de certes funcions de control que es reservava el Govern de les Illes Balears, com ara la d'anomenar dos representants seus en cada comissió insular.
Durant els primers temps, les comissions insulars tenien una composició monocolor (amb membres d'un únic partit polític) i els seus acords no eren impugnables davant cap altre òrgan del respectiu consell insular. Això donà peu a diversos recursos contenciosos administratius, com el resolt per la sentència del  TSJIB de 30 de novembre de 1991, que denegaren l'obligatorietat d'una composició plural, però en canvi reconegueren la possibilitat de recursos d'alçada davant el ple del consell. A partir de 1995, els diferents consells insulars adaptaren els respectius reglaments de les comissions per permetre tant els recursos com també la presència de representants de tots els grups polítics.
Amb la promulgació de la Llei 6/1994, de 13 de desembre, de transferència als consells insulars de les competències sobre patrimoni històric, es crearen també les comissions insulars de patrimoni històric, les funcions de les quals es regularien en la Llei 12/1998, de 21 de desembre, del patrimoni històric de les Illes Balears.

### Després de la Llei 8/2000
La Llei 8/2000, de 27 d'octubre, de consells insulars, va fixar un nou marc organitzatiu per a aquestes corporacions, de manera que l'existència de les comissions insulars d'urbanisme va esdevenir una mera possibilitat en lloc d'una imposició legal. Així, aquesta norma va derogar l'article 2 de la Llei 9/1990, que regulava les comissions, si bé preveia que continuassin exercint les seves funcions fins que els reglaments orgànics de cada consell insular s'hi adaptassin. A la pràctica això suposà que el  Consell de Menorca suprimís aquesta figura, mentre que a  Mallorca i Eivissa-Formentera es refongués dins les anomenades comissions insulars d'ordenació del territori, urbanisme i patrimoni històric.

## Composició
En el cas de Mallorca i Eivissa, la composició de la comissió insular d'ordenació del territori, urbanisme i patrimoni històric és gairebé idèntica:
- Un president, que és el del consell insular o el conseller titular del departament corresponent.
- Un representant de cada grup polític.
- Dos membres de la corporació nomenats pel Ple.
- Dos representants del consell insular designats per la presidència entre persones d'acreditada competència i experiència personal en urbanisme.
- En el cas d'Eivissa, un representant dels municipis, designat per la presidència del consell.

A més, amb veu però sense vot, també en formen part un secretari (que serà el del consell, o persona en qui delegui), i, només a Mallorca, els directors de les ponències tècniques, un assessor jurídic i el tècnic ponent de cada assumpte.
Com a òrgans consultius i tècnics encarregats d'elaborar les propostes d'acord de la comissió, hi ha una Ponència Tècnica d'ordenació del territori i una altra de patrimoni històric, integrades per tècnics del consell i representants d'entitats i col·legis professionals. A Menorca, aquests òrgans s'anomenen Comissió Tècnica Assessora d'Urbanisme i Ordenació del Territori, i Comissió Tècnica Assessora de Patrimoni Històric, respectivament.

## Competències
Pel que fa a les comissions insulars de Mallorca i d'Eivissa, totes dues exerceixen amb caràcter general les competències assumides pels consells insulars en matèria d'urbanisme, patrimoni històric i ordenació del territori; sempre, però, que no siguin atribuïdes a un altre òrgan pel respectiu reglament orgànic o pels decrets presidencials d'organització. En aquest sentit, són moltes les funcions que s'han conferit als consellers executius per aquestes vies, com ara les de disciplina urbanística, autoritzacions dins zona de litoral, l'emissió de l'informe previ del consell insular per a habitatges dins sòl rústic, etcètera. Fins i tot alguna d'elles ha acabat atribuïda a un organisme autònom, com en el cas de la disciplina urbanística, que a Mallorca correspon a l'Agència de defensa del territori, i a Menorca al Consorci per a la protecció de la legalitat urbanística al sòl rústic de l'illa de Menorca.
Això no obstant, les comissions insulars continuen ostentant les funcions d'aprovació definitiva dels planejaments urbanístics municipals i de concessió d'interessos generals.

### Legalitat urbanística
El Consorci per a la protecció de la legalitat urbanística al sòl rústic de l'illa de Menorca (CPLUSRIM) és una entitat, amb personalitat jurídica pròpia, integrada pel Consell insular de Menorca i tots els ajuntaments de l'illa, creada el 2005 per exercir les potestats sobre disciplina urbanística en el sòl rústic de Menorca. En foren membres constituents, a part del Consell de Menorca, els municipis de Maó, es Castell, Alaior, Sant Lluís, es Migjorn Gran i es Mercadal. Ferreries s'adherí el 2006 i Ciutadella a principis de 2009. El CPLUSRIM fou creat pel Consell de Menorca i els municipis abans esmentats mitjançant l'acord d'aprovació dels seus Estatuts de 12 de maig de 2005, publicat en el BOIB núm. 78, de 21 de maig de 2005, en aplicació dels articles 21.2, 35.2 i 39.2 de la Llei 10/1990, de 23 d'octubre, de disciplina urbanística.